# Il diario del vampiro - Il risveglio
 Il diario del vampiro - Il risveglio è il 1º libro della saga di Il diario del vampiro di Lisa J. Smith, pubblicato nel 1991 negli Stati Uniti e l'8 giugno 2008 in italiano.
In Italia, il romanzo ha venduto 23 000 copie durante le prime due settimane, mentre in Inghilterra le copie vendute erano 500.000 a giugno del 2008.

## Trama
Elena Gilbert è una normale adolescente al suo ultimo anno di liceo. È bella, mora, egoista e molto popolare. Con l'inizio del nuovo anno accademico, per Elena arriva una nuova sfida: riuscire a conquistare il nuovo arrivato, Stefan Salvatore. Ignora però che il ragazzo è un vampiro. Dopo molte resistenze da parte di Stefan, che la ignora completamente, i due cominciano a frequentarsi e a uscire insieme. Una forza oscura, però, si aggira per la cittadina, causando strani episodi sempre nei paraggi del vecchio cimitero. Elena inizia ad avere dei brutti presentimenti e per due volte incontra uno strano ragazzo, che sembra materializzarsi dal nulla, e da cui si sente irresistibilmente attratta, riuscendo però, in entrambi i casi, a sfuggirgli. Durante la festa di Halloween, l'insegnante di storia, il professor Alaric, viene assassinato. A causa delle affermazioni di Tyler Lockwood, che non è in buoni rapporti con Stefan, il ragazzo viene incolpato dell'omicidio e tutta la scuola inizia a cercarlo. Elena trova Stefan al pensionato dove il ragazzo alloggia, sorprendendolo mentre è intento a succhiare il sangue da una colomba sopra al tetto della pensione. Stefan le racconta, allora, la sua storia: è un vampiro, nato cinquecento anni prima nella città di Firenze, figlio di un aristocratico ben inserito nella società chiamato Giuseppe. Nella sua casa era arrivata Katherine, la figlia di lontani amici di famiglia, a cui Elena somiglia in modo impressionante. Sia lui che suo fratello Damon si erano innamorati della fanciulla e, stanchi di litigare per lei, avevano chiesto a Katherine di scegliere. La giovane aveva rivelato loro di essere un vampiro e, per non scegliere nessuno dei due, aveva donato a entrambi il suo sangue. I fratelli non erano stati contenti della decisione e Katherine si era tolta la vita, mostrandosi alla luce del sole senza la protezione di una pietra di lapislazzuli, sperando che il dolore per la sua morte li avrebbe riavvicinati. Stefan e Damon si erano invece sfidati a duello, uccidendosi a vicenda. Qualche giorno dopo, si erano risvegliati insieme nella loro tomba, ormai diventati vampiri. Elena, scoperta la verità, sente che le barriere tra lei e Stefan sono completamente cadute, e decide di continuare a portare avanti la storia con lui. Capisce anche che il misterioso ragazzo che aveva visto per due volte era Damon, che è il vero responsabile degli avvenimenti dell'ultimo periodo e della morte di Tanner. Stefan decide di cercare il fratello e di affrontarlo, e alla fine lo trova nei boschi. Damon, però, è molto più forte perché si nutre di sangue umano. In una violenta discussione, minaccia Stefan di ucciderlo, a meno che non gli ceda Elena. Ne segue uno scontro da cui Stefan esce malridotto e, nel tentativo di allontanarsi, perde i sensi. Il giorno dopo Elena, arrivata a scuola, viene a sapere che il ragazzo è sparito e nessuno riesce a trovarlo. Decide quindi di affrontare Damon, e va a cercarlo nel luogo dove sembra che la forza oscura abbia avuto origine, nel vecchio cimitero di Fell's Church.

## Edizioni
- Lisa Jane Smith, Il diario del vampiro. Il risveglio, Nuova Narrativa Newton, 2008,  p. 224, ISBN 978-88-541-1148-6.
- Lisa Jane Smith, Il diario del vampiro. Il risveglio, Newton Pocket, 2010,  p. 224, ISBN 978-88-541-2011-2.
- Lisa Jane Smith, Il diario del vampiro. Il risveglio - La lotta - La furia - La messa nera, Grandi Tascabili Contemporanei, 2012,  p. 640, ISBN 978-88-541-3549-9.
- Lisa Jane Smith, Il diario del vampiro. Il risveglio, LIVE, 2013,  p. 128, ISBN 978-88-541-5151-2.
- Lisa Jane Smith, Il diario del vampiro. 10 romanzi in 1, I Superinsuperabili, 2013,  p. 1472, ISBN 978-88-541-5516-9.
- Lisa Jane Smith, Il diario del vampiro. Il risveglio, Newton Compton collana King, 5 luglio 2018, pp. 218 pagine, ISBN 978-8822717818